# Польський-Конопат
Польський-Конопат (пол. Polski Konopat, нім. Polnisch Konopath) — село в Польщі, у гміні Швеці Свецького повіту Куявсько-Поморського воєводства.
Населення — 1297 осіб (2011).
У 1975-1998 роках село належало до Бидгощського воєводства.

## Демографія
Демографічна структура станом на 31 березня 2011 року:
|          | Загалом | Допрацездатний вік | Працездатний вік | Постпрацездатний вік |
| -------- | ------- | ------------------ | ---------------- | -------------------- |
| Чоловіки | 617     | 133                | 433              | 51                   |
| Жінки    | 680     | 159                | 414              | 107                  |
| Разом    | 1297    | 292                | 847              | 158                  |